# Sveriges ambassad i Helsingfors

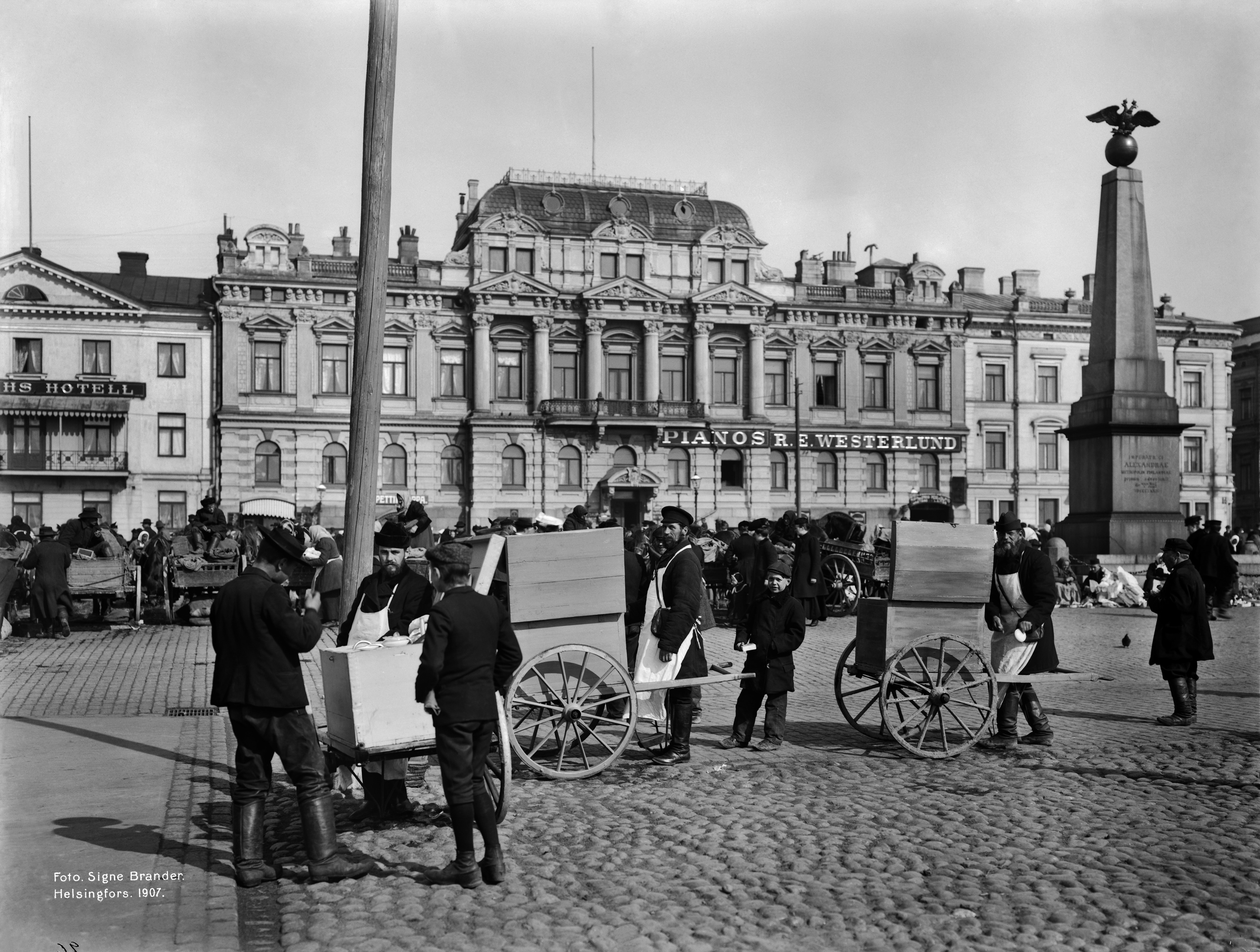
Byggnaden som den såg ut 1907.

Sveriges ambassad i Helsingfors är Sveriges diplomatiska beskickning i Finland som är belägen i landets huvudstad Helsingfors. Beskickningen består av en ambassad, ett antal svenskar utsända av Utrikesdepartementet (UD) och lokalanställda. Ambassadör sedan 2024 är Peter Ericson. Utöver ambassaden har Sverige ett generalkonsulat i Mariehamn. Därutöver finns honorärkonsulat i Björneborg, Ekenäs, Jakobstad, Joensuu, Jyväskylä, Karleby, Kotka, Kuopio, Lahtis, Rovaniemi, S:t Michel, Tammerfors, Torneå, Uleåborg, Vasa och Åbo.

## Fastighet
Ambassaden ligger vid Salutorget med utsikt över havet och granne med Presidentens slott, Högsta domstolen och Helsingfors stadshus. Fastigheten som rymmer ambassadkansli, ambassadörens residens och personalbostäder har en lång historia.
Byggnaden är känd för att dess fasad är lik Stockholms slott (slottets norra länga mot Norrbro). Den har exempelvis liknande fönster som ser ut att höra till en mezzaninvåning.
Redan på 1600-talet fanns tomten dokumenterad i den dåtida stadsplanen. Från denna tid och några århundraden framåt låg här små trähus med torvtak. Byggnaden som inrymmer ambassaden uppfördes mellan åren 1839 och 1843 som privatbostad åt kommerserådet Johan Henrik Heidenstrauch. Svenska staten köpte fastigheten för 400 000 svenska kronor år 1921 för att inrymma den svenska legationen. Sverige hade 1918 upprättat diplomatiska förbindelser med Finland som just blivit självständigt. Under början av 1980-talet gjordes en totalrenovering av ambassadbyggnaden under ledning av den finländska professorn Erik Kråkström.

### Ambassadbyggnaden
Fakta om ambassaden:
- Byggår: 1839–1842, ombyggnad 1885, 1921, 1945, 1981, 1983–1985
- Arkitekter: Anders Fredrik Granstedt, ombyggnader; 1885 W. Reiss, Kiesleff, 1921 Torben Grut, 1945 Karl Eklund, 1981 Erik Kråkström, 1983–1985 Uhlin
- Besöksadress: Norra Esplanaden 7B, Helsingfors
- Hyresgäst: Utrikesdepartementet
- Förvaltare: Per-Erik Ekman, Statens Fastighetsverk

## Beskickningschefer
| Namn                         | Period    | Funktion                         |
| ---------------------------- | --------- | -------------------------------- |
| Walter Ernst Gustaf Ahlström | 1918–1918 | Chargé d’affaires                |
| Karl Gustaf Westman          | 1918–1918 | Ministre plénipotentiaire (Vasa) |
| Gustaf Henning Elmquist      | 1921–1925 | Envoyé                           |
| Carl Hamilton                | 1925–1931 | Envoyé                           |
| Carl von Heidenstam          | 1931–1939 | Envoyé                           |
| Stig Sahlin                  | 1939–1941 | Envoyé                           |
| Karl Ivan Westman            | 1941–1942 | Envoyé                           |
| Hans Gustaf Beck-Friis       | 1942–1947 | Envoyé                           |
| Clas Otto Johansson          | 1947–1951 | Envoyé                           |
| Gösta Engzell                | 1951–1954 | Envoyé                           |
| Gösta Engzell                | 1954–1963 | Ambassadör                       |
| Ingemar Hägglöf              | 1964–1971 | Ambassadör                       |
| Göran Ryding                 | 1971–1975 | Ambassadör                       |
| Sten Sundfeldt               | 1975–1980 | Ambassadör                       |
| Kaj Sundberg                 | 1980–1984 | Ambassadör                       |
| Knut Thyberg                 | 1984–1992 | Ambassadör                       |
| Mats Bergquist               | 1992–1997 | Ambassadör                       |
| Kerstin Asp-Johnsson         | 1997–2001 | Ambassadör                       |
| Ulf Hjertonsson              | 2001–2006 | Ambassadör                       |
| Eva Walder Brundin           | 2006–2009 | Ambassadör                       |
| Johan Molander               | 2009–2011 | Ambassadör                       |
| Örjan Berner                 | 2012–2012 | Chef t.f.                        |
| Anders Lidén                 | 2012–2016 | Ambassadör                       |
| Anders Ahnlid                | 2016–2020 | Ambassadör                       |
| Nicola Clase                 | 2020–2024 | Ambassadör                       |
| Peter Ericson                | 2024–idag | Ambassadör                       |